# Кудинов, Михаил Александрович
Михаил Александрович Кудинов (бел. Міхаіл Аляксандравіч Кудзінаў; 1923 год, д. Гришино, Вяземского района Смоленской области, Россия — 1987 год) — советский учёный в области ботаники.

## Биография
Михаил Александрович Кудинов родился в 1923 году в деревне Гришино , Вяземский район, Смоленская область, Россия.
- 1957 — Закончил Белорусский технологический институт.
- 1961–1986 гг. — работал в Центральном ботаническом саду АН БССР.
- 1983 — Доктор биологических наук.

### Научные труды
Научные труды по:
- интродукции растений,
- акклиматизации растений,
- рациональному использованию растительных ресурсов.